# Charoblemma discipuncta
Charoblemma discipuncta là một loài bướm đêm trong họ Noctuidae.